# 2-Aminonaphthalin-6-sulfonsäure
2-Aminonaphthalin-6-sulfonsäure (Trivialname Brönner-Säure) ist eine chemische Verbindung aus der Gruppe der Buchstabensäuren.

## Gewinnung und Darstellung
Die Brönner-Säure kann aus den Alkalisalzen der 2-Hydroxynaphthalin-6-sulfonsäure, auch bekannt als „Schäffer-Säure (β)“, hergestellt werden, indem diese auf Temperaturen im Bereich 200–250 °C gebracht und für 12 Stunden Ammoniakgas darüber geleitet wird.